# Contaminatie (taal)
Een contaminatie is een combinatie van twee taalvormen, die veelal overeenkomsten in betekenis en functie hebben. Door de combinatie ontstaat vermenging van de beide vormen tot één nieuwe taaluiting. Het begrip wordt voornamelijk gebruikt voor spreekwoorden, uitdrukkingen en collocaties die (nog) als taalfout worden aangemerkt.

## Soorten
Contaminaties in het alledaagse taalgebruik zijn in drie categorieën onder te verdelen:
1. eenmalige versprekingen
2. ingeburgerde contaminaties
3. bewuste mengvormen.

## Eenmalige versprekingen
Het verschijnsel "contaminatie" is een levende categorie: in de taal van alledag worden steeds nieuwe contaminaties gecreëerd, die een kort bestaan leiden en na eenmalig "gebruik" weer verdwijnen. Dit gebruik is toevallig, onbewust, een vergissing. Contaminaties bestaan bij de gratie van betekenisovereenkomst: als twee uitdrukkingen (bijna) hetzelfde betekenen, is het gemakkelijk ze (onbewust) tot een nieuwe combinatie te maken. Wellicht komt het verschijnsel daarom met name voor waar mensen onder druk praten, zoals in de 'gesproken media'.
Enkele voorbeelden kunnen dit verduidelijken:
- We hebben een medewerkster moeten ontslaan omdat we het niet meer konden boltrekken. 
[Regionale televisie, Nederland (2007)] ("bolwerken" × "trekken")
- Toen hebben we toch even de hakken schrapgezet.
[Politieke bijeenkomst (2007)] ("zich schrapzetten" × "de hakken in het zand zetten")
- Misschien loont het de moeite waard ("het loont de moeite" × "het is de moeite waard")

Voorbeelden als deze kunnen ongelimiteerd worden aangevuld doordat ze eenmalig en alledaags zijn en doordat zulke versprekingen in de media veelvuldig kunnen worden waargenomen. Zulke "versprekingen" kunnen ook voorkomen in het geschreven taalgebruik.
Dit soort versprekingen wordt ook wel een malapropisme genoemd.

### Pathologie
Bij patiënten die aan dysfasie lijden, is contaminatie een bekend verschijnsel: in dit geval is het dus pathologisch. De patiënt vergist zich niet maar is onmachtig om de juiste uitdrukking te vinden.

## Ingeburgerde contaminaties
Bij de voorbeelden is aangegeven uit welke elementen de contaminatie is opgebouwd: de contaminatie werd "gedeconstrueerd". Het gaat dan om elementen die een zekere betekenis- of functieverwantschap hebben, daardoor ontstaat de associatie.
In sommige gevallen blijft die associatie bestaan. Wellicht leggen meerdere taalgebruikers het betekenisverband tussen beide uitdrukkingen. Ook is mogelijk dat zij de gecontamineerde uitdrukking horen uitspreken en die overnemen zonder zich bewust te zijn van de twee "aanleverende" uitdrukkingen: er is immers geen betekenisverandering opgetreden.
In deze gevallen raakt de contaminatie ingeburgerd. Taalgebruikers en -instructeurs die waken over het taalgebruik en zich inspannen dát taalgebruik te bevorderen dat in hun optiek "correct" is, verwerpen deze ingeburgerde contaminaties doorgaans. Tegelijkertijd wordt wel erkend dat sommige contaminaties dermate gebruikelijk zijn geworden dat iedere strijd ertegen hopeloos is. Zo ontstaat in de discussie een grensdispuut: Welke contaminaties moeten worden bestreden en tegen welke andere is ieder verzet zinloos? De grenzen tussen beide categorieën zijn niet hard, maar verleggen zich, en meningen kunnen verschillen.
Een aantal van die bekende contaminaties wordt echter algemeen als fout beschouwd, terwijl zij toch dermate ingeburgerd zijn dat zij uit het alledaags taalgebruik niet meer zijn weg te denken. De bewuste taalgebruiker vermijdt ze veelal. Tot deze categorie behoort:
- Hoe kun je dat als vader zijnde accepteren?
("als vader" × "vader zijnde").

Het bezwaar is niet dat hier twee taalkundige constructies zijn verweven; het bezwaar is op logica gebaseerd. Als vader betekent hetzelfde als vader zijnde, al is de laatste constructie wat ouderwets; hier wordt dus tweemaal verwezen naar het vaderschap. Daarom kunnen zulke mengvormen ook als tautologieën worden opgevat.
- Hij behoort tot een van de trouwste aanhangers van ons vorstenhuis.
("behoort tot" × "is een van")

Ook hier is logica in het geding: een persoon kan niet tot zichzelf behoren, wel tot een groep: "Hij behoort tot de trouwste aanhangers van ons vorstenhuis." Of die persoon heeft een identiteit, maar dan moeten we is gebruiken: "Hij is een van de trouwste aanhangers van ons vorstenhuis."

### Andere voorbeelden
- Afspieken
("afkijken" × "spieken")
- Uitprinten (“uitdraaien” x “printen”)
- Door de war zijn
("in de war zijn" × "door elkaar halen")
- Duur kosten
("duur zijn" × "veel kosten"[1] — dit kan ook als gallicisme worden opgevat: coûter cher[2])
- Het is laat dag
("laat" × "kort dag")
- Huisvestigen
("huisvesten" × "vestigen")
- Laten tonen
("laten zien" × "tonen")
- Mijn tas is kwijt
("Ik ben mijn tas kwijt" × "Mijn tas is weg, zoek")
- Mond-op-mondreclame
("mond-op-mondbeademing" × "mond-tot-mondreclame")
- Nachecken
 ("nakijken" × "checken")
- Opnoteren 
 ("opschrijven" × "noteren")
- Optelefoneren
("opbellen" × "telefoneren")
- Overnieuw
("overdoen" × "opnieuw")
- Refereren naar
("refereren aan" × "verwijzen naar")
- Rondcirculeren
 ("rondgaan" × "circuleren")
- Triologie
("trio" × "trilogie")
- Wapenuitrusting
 ("uitrusting" × "wapenrusting")
- Windje in de rug
 ("een steuntje in de rug" × "de wind mee hebben")
- Zich beseffen
("zich realiseren" × "beseffen")
- Zich irriteren aan [iets]
("[iets] irriteert" × "zich ergeren aan [iets]")
- Zich verexcuseren
("zich excuseren" × "zich verontschuldigen")

### Geaccepteerde (versteende) contaminaties
Enkele hedendaagse collocaties zijn ontstaan als een contaminatie. Inmiddels zijn ze zo algemeen aanvaard dat ze moeilijk nog als fout kunnen worden aangemerkt:
- Bekritiseren[3]
("beoordelen" × "kritiseren")
- Met zich meebrengen[4]
("met zich brengen" × "meebrengen")
- Onderdeel uitmaken van[5]
 ("deel uitmaken van" × "onderdeel zijn van")
- Over het algemeen[3]
("over het geheel" × "in het algemeen")

Hetzelfde geldt voor sommige uitdrukkingen:
- Dat klopt als een bus[6]
("dat sluit als een bus" × "dat klopt")

## Bewuste mengvormen
De contaminatie kan bewust worden gebruikt en vaak is daarbij een komisch effect beoogd. Dit valt wellicht te verklaren uit het feit dat de stijlfout als verhaspeling en daarmee als iets onbeholpens wordt ervaren. Generaties scholieren zijn dan ook opgevoed met de als kwinkslag ervaren illustratie:
- Je moet hem niet al het gras uit de mond maaien.
("het gras voor de voeten wegmaaien" × "de woorden uit de mond nemen").

Met deze bewuste verbasteringen is vaak een komisch of beeldend effect beoogd: de stijlfout wordt dan tot een stijlfiguur en is daarmee in feite geen contaminatie meer. Uit de aard der zaak is deze categorie productief: er zijn steeds nieuwe voorbeelden te verzinnen.
- Zelfs de beste breister laat weleens een paard struikelen.
("een steekje laten vallen" × "Zelfs het beste paard struikelt weleens.")
- Wie een kuil graaft voor een ander, krijgt het lid (het deksel) op de neus.
("Wie een kuil graaft voor een ander valt er zelf in" × "Het lid / deksel op de neus krijgen")
- Jij moet niet zoveel hooi op je kerfstok nemen.
("Jij moet niet zoveel hooi op je vork nemen" × "Iets op zijn kerfstok hebben")
- Dweilen met de pet op.
("Dweilen met de kraan open" × "Huilen met de pet op")

## Verwante begrippen
Indien bewuste vermenging van twee woorden plaatsvindt, is er sprake van acryologie. Het nieuw gevormde woord (neologisme) wordt in zo'n geval een porte-manteau genoemd.
In de taalwetenschap wordt ook wel gesproken van blend: dat betekent "mengvorm" in het Engels. Dit is een ruimer begrip dan contaminatie of porte-manteau: het wordt onderkend op allerlei taalniveaus, van de vormleer tot de betekenisleer.